# Unai Simón
Unai Simón Mendibil (født 11. juni 1997) er en spansk professionel fodboldspiller, som spiller for La Liga-klubben Athletic Bilbao og Spaniens landshold.

## Klubkarriere

### Athletic Bilbao
Simón kom igennem ungdomsakademiet hos Athletic Bilbao, og gjorde sin debut for førsteholdet i august 2018. Han overtog rollen som førstevalgsmålmand ved begyndelsen af 2019-20 sæsonen, hvor han imponerede. Han skrev i august 2020 en ny kontrakt med klubben.

## Landsholdskarriere

### Ungdomslandshold
Simón har repræsenteret Spanien på flere ungdomsniveauer. Han var del af Spaniens trupper som vandt U/19-EM i 2015 og U/21-EM i 2019.

### Olympiske landshold
Simón var del af Spaniens trup, som vandt sølv ved OL 2020.

### Seniorlandshold
Simón debuterede for Spaniens landshold den 11. november 2020.

## Titler
Athletic Bilbao
- Supercopa de España: 1 (2020-21)

Spanien U/19
- U/19-Europamesterskabet: 1 (2015)

Spanien U/21
- U/21-Europamesterskabet: 1 (2019)

Spanien U/23
- Sommer-OL Sølvmedalje: 1 (2020)